# Eko Eko Azarak 3: Misa the Dark Angel
Pour les articles homonymes, voir Eko Eko Azarak.
Série
Eko Eko Azarak 2: Birth of the Wizard
(1996) Eko Eko Azarak 4
(2001)
Pour plus de détails, voir Fiche technique et Distribution.
Eko Eko Azarak 3: Misa the Dark Angel (エコエコアザラクＩＩＩ, Eko eko azaraku III) est un film japonais réalisé par Katsuhito Ueno, sorti en 1998.

## Synopsis
Le corps atrocement mutilé d'une jeune fille est retrouvé. Avant de rendre l'âme, cette dernière n'a le temps de prononcer que deux mots : « Kuroi Misa ». Considérée comme une légende urbaine par les services de police, cette sorcière, la plus puissante de tous les temps, apparaîtrait pour résoudre des cas inexpliqués impliquant des forces maléfiques. Une simple légende ? Pas vraiment. Le soir même, Satoru Kuroi, le légiste chargé de l'autopsie, reçoit la visite de sa nièce. Parmi les effets personnels retrouvés sur la victime, le script carbonisé d'une pièce de théâtre les met sur la piste d'un club d'arts dramatiques.
Après avoir infiltré la troupe, Misa finit par obtenir un rôle dans la pièce et se lie d'amitié avec Aya. Elle se rend alors compte que les étranges dialogues et la mise en scène cachent une cérémonie de magie noire devant se terminer par le sacrifice des jeunes actrices. Tout le monde se réunit bientôt dans une bâtisse isolée, au prétexte de répéter tranquillement. Mais les forces du mal ne tardent pas à se déchaîner et, pour sauver les adolescentes, Misa va devoir mener un de ses plus durs combats. Une épreuve dont elle pourrait bien ne pas sortir vivante…

## Fiche technique
- Titre original : エコエコアザラクＩＩＩ (Eko eko azaraku III?)
- Titre français : Eko Eko Azarak 3: Misa the Dark Angel
- Réalisation : Katsuhito Ueno
- Scénario : Sōtarō Hayashi, Kengo Kaji et Kyoichi Nanatsuki, d'après le manga de Shin'ichi Koga (ja)
- Production : Yoshinori Chiba, Tomoyuki Imai, Kenichi Itaya, Hiroki Ôta, Akira Tsuburaya et Hiroshi Yamaji
- Musique : Daisuke Suzuki
- Photographie : Masahiro Nishikubo
- Montage : Yōsuke Yafune
- Pays d'origine :  Japon
- Langue originale : japonais
- Format : couleur - 1,85:1 - Dolby Surround - 35 mm
- Genre : film d'horreur
- Durée : 95 minutes[1]
- Date de sortie :
  - Japon : 15 janvier 1998[1]

## Distribution
- Hinako Saeki : Misa Kuroi
- Ayaka Nanami : Aya Kinoshita
- Cho Bang-ho : Satoru Kuroi
- Chika Fujimura : Yoko Hino
- Yuki Hagiwara : Hikaru Kazami
- Hitomi Miwa : Mami Mizushima
- Ayumi Takahashi : Kaori Dokite
- Yûko Takimura : Yuki Kawai
- Erena Yamamoto : Hitomi Kamata

## Voir également
- 1995 : Eko Eko Azarak: Wizard of Darkness (Eko Eko Azaraku), film japonais de Shimako Satō
- 1996 : Eko Eko Azarak 2: Birth of the Wizard (Eko Eko Azaraku II), film japonais de Shimako Satō
- 1997 : Eko Eko Azarak, la série (Eko Eko Azaraku: The Series), série télévisée japonaise de Sōtarō Hayashi
- 2001 : Eko Eko Azarak 4 (Eko Eko Azaraku IV), film japonais de Kosuke Suzuki